# Arteria vesical inferior
La arteria vesical inferior es una arteria que se origina del tronco anterior de la arteria ilíaca interna. 

## Ramas
- Rama prostática.
- Arteria del conducto deferente.

## Distribución
Se distribuye hacia la vejiga urinaria, próstata, vesículas seminales y parte inferior del uréter.